# Kříž služebního vyznamenání
Kříž služebního vyznamenání (německy Dienstauszeichnungskreuz) bylo vojenské vyznamenání, udělované za dlouholetou službu příslušníkům a úředníkům vojenských sil. Pruské vyznamenání se dalo získat za 25letou důstojnickou službu. Mimoto mohli získat služební kříž i důstojníci zeměbrany za 20letou službu. Pruským vyznamenáním se inspirovali v Bavorsku a Sasku, kde vytvořili obdobné kříže.
Jednalo se o speciální stupeň Služebního vyznamenání (Dienstauszeichnung).